# René Brunet
Pour les articles homonymes, voir Brunet.
 (juillet 2016).
René Brunet, né le 13 novembre 1882 à Latresne (France) et mort le 10 mars 1951 à Alexandrie (Égypte), est un homme politique français.

## Biographie
René Brunet est issu d'une famille assez aisée de marchands en tonneaux de la Gironde (entre-deux-rives). Après des études secondaires au collège catholique de garçons Sainte-Marie à Saint-André-de-Cubzac, il passe une licence en droit et une autre en histoire à la Faculté de Bordeaux. En 1903, il s'installe à Paris où il présente un doctorat en droit et un autre en sciences politiques (sur la nationalité dans l'empire allemand). Après six ans comme rédacteur à la préfecture de la Seine, il parvient à intégrer la faculté de droit d'Aix-en-Provence comme chargé de cours en 1912.
En 1914, il est mobilisé comme lieutenant. Après une blessure en septembre 1914, il est nommé à Bordeaux, avant d'intégrer, en décembre 1915, l'état-major à la 120e division d'infanterie. il participe ainsi à la bataille de Verdun et à celle de la Somme, à l'occasion desquelles il est nommé capitaine et reçoit une première citation. En décembre 1916, il est nommé à l'état-major de la 167e division d'infanterie et participe notamment aux batailles d'Ablaincourt, de Champagne et de la Malmaison. En 1920, il est décoré de la légion d'honneur à titre militaire.
Aux lendemains de l'armistice, René Brunet cherche à participer aux négociations de paix en tant que juriste et parvient à être nommé, en janvier 1920 et pour six mois, conseiller juridique auprès du premier chargé d'affaires français en Allemagne nommé à l'issue de la guerre. Il redécouvre l'Allemagne, qu'il avait visitée avant la guerre, observe la tentative de coup d'État de Kapp en mars 1920 et se lie avec des milieux d'affaires berlinois. De cette expérience, il tire le premier ouvrage publié en français sur les institutions de la République de Weimar et un autre sur la France et la Société des Nations.
Sa germanophilie, tout comme son pacifisme, propre aux anciens combattants de la Première Guerre mondiale, vont animer ses engagements des deux décennies suivantes.
En juillet 1920, il revient en France après avoir été nommé professeur de droit à la faculté de Caen à la suite de son succès à l'agrégation de droit en 1919. Il devient également, en 1921 avocat près la cour d'appel de Paris. Jusqu'en 1928, il mène ces deux activités de front. Il se spécialise dans le droit des affaires et le droit international et devient ainsi l'avocat de firmes françaises ou allemandes devant les juridictions arbitrales créées à la suite des traités de paix de la Première Guerre mondiale. Il doit souffrir néanmoins d'un climat nationaliste hostile à l'Allemagne dont il apparaît comme un défenseur. Malgré ses demandes, il n'obtient pas la création d'une chaire de droit international à Caen. Il fait également l'objet d'attaques de la part de l'Action française comme avocat proche de l'Allemagne.
C'est probablement le pacifisme de la SFIO, la volonté de ce parti de ne pas accentuer les difficultés économiques de l'Allemagne, notamment dans le cadre des réparations, qui conduisent René Brunet à se rapprocher des socialistes au milieu des années 1920, alors qu'il semblait plutôt proche des radicaux (et notamment de Joseph Barthélemy, professeur en droit et député du Gers).
En 1927, sur les conseils de Léon Blum, il est contacté par le secrétaire de la section SFIO de Nyons afin de se présenter aux élections législatives d'avril 1928 dans la circonscription de Nyons-Montélimar, contre le député radical sortant, André Escoffier. Contre toute attente, il est élu en profitant des divisions du clan radical avec près de 46 % des voix. Il abandonne alors sa carrière universitaire pour se consacrer à son mandat politique et à son cabinet d'avocat d'affaire. Partisan de la participation des socialistes aux gouvernements radicaux, il s'inscrit d'emblée dans le courant modéré de la SFIO, aux côtés des deux autres députés socialistes drômois, Jules Moch et Marius Moutet. En 1931, il est élu conseiller général du canton de Rémuzat et il est réélu député en 1932. Il devient alors un des leaders de la gauche, majoritaire au conseil général de la Drôme, aux côtés du sénateur Émile Lisbonne, du député Léon Archimbaud puis en 1934 de Jules Moch. Il cherche surtout à favoriser le développement des cantons ruraux de l'est de la Drôme, alors confrontés à un exode rural massif (réalisation de routes, électrification rurale, etc.).
Sa volonté modernisatrice, dans le domaine de la politique économique, le conduit à soutenir Marcel Déat et les néo-socialistes, sans les suivre toutefois lors de leur départ en 1933. René Brunet s'inscrit alors dans la position majoritaire de la SFIO, marquée après le 6 février 1934, par la lutte contre les ligues et le rapprochement avec le Parti communiste français. Toutefois, si René Brunet condamne l'action des ligues fascistes en France, il refuse de percevoir la spécificité du régime nazi et sous-évalue volontairement les persécutions raciales et politiques en Allemagne.
Après les élections législatives de 1936, à l'issue desquelles il est élu grâce au soutien du candidat communiste, René Brunet devient rapporteur adjoint du budget à la commission des Finances, ce qui lui permet de devenir un des spécialistes des questions budgétaires et fiscales au sein de la SFIO. Après la chute du premier gouvernement Léon Blum il devient sous-secrétaire d'État aux Finances du cabinet Chautemps, de juin 1937 à janvier 1938, aux côtés de Georges Bonnet qui est alors ministre des Finances. Avec ce dernier, il mène une politique pragmatique destinée à stabiliser le cours du franc en exerçant un contrôle strict sur les dépenses publiques, notamment en matière militaire.
Cette expérience ministérielle consacre la proximité entre Brunet et Bonnet, fondée également sur une expérience commune de la guerre et un attachement à la paix à tout prix. Après Édouard Daladier (mai 1938), ce dernier demande à René Brunet, qui connaît plusieurs dirigeants sudètes, de mener une mission secrète en Tchécoslovaquie en août 1938, à l'issue de laquelle il défend auprès de Georges Bonnet une position conciliatrice à l'égard des revendications allemandes.
À compter des accords de Munich en septembre 1938, René Brunet participe activement à la tendance pacifiste de la SFIO dirigée par le secrétaire général d'alors, Paul Faure, et devient un des rédacteurs du journal de cette tendance, le Pays socialiste. Dans un climat de tensions croissantes au sein de la SFIO, entre partisans d'une position ferme face à l'Allemagne et ceux qui veulent défendre la paix à tout prix, Brunet fait l'objet d'attaques violentes. En juillet 1939, il est attaqué sur sa participation aux tractations qui auraient précédé les accords de Munich et sur sa présence à un discours d'Hitler à Berlin. Cela ne l'empêche pas de participer à la création — avec quatre autres socialistes — du comité de liaison contre la guerre où se retrouvent des parlementaires marginaux de gauche et aussi de droite. En avril 1940, il est stigmatisé comme un des financiers du Pays socialiste. Brunet reste néanmoins fidèle à la discipline de vote du parti et soutient comme les autres socialistes le gouvernement Paul Reynaud en mars 1940.
Il faut en fait attendre le débâcle et l'armistice pour que René Brunet prenne explicitement ses distances avec les socialistes les plus combatifs. Le 7 juillet 1940, il signe la déclaration de Bergery qui, tout en étant critique avec les évolutions des institutions de la IIIe République, défend une politique de collaboration avec l'Allemagne. Le 10 juillet, il fait partie des parlementaires qui votent les pleins pouvoirs à Philippe Pétain, René Brunet prend fait et cause pour la politique vichyssoise. Tout en fréquentant les cabinets ministériels à Vichy, il participe, à l'automne 1940, à plusieurs rencontres censées préparer, autour de Marcel Déat, un regroupement d'anciens responsables politiques de gauche. Il rédige également plusieurs articles pour Les Nouveaux Temps de Jean Luchaire sur l'aryanisation des biens des juifs et sur la politique monétaire de la France. Après la destitution de Laval, et par l'entremise de Paul Faure, René Brunet est nommé conseiller national de Vichy le 21 janvier 1941 et le reste après les différents remaniements des années 1941 et 1942. A l'automne 1941, les contacts avec Marcel Déat et une partie d'anciens élus de gauche dont Brunet échouent tout comme ceux de l'année précédente.
À partir de 1942, René Brunet prend ses distances avec les milieux vichyssois et collaborationnistes, en s'engageant moins ouvertement. Il reste toutefois, en tant qu'avocat, un acteur de l'aryanisation des biens des juifs et finance directement à l'automne 1942 l'acquisition par des proches d'une propriété, appartenant à des juifs, en Seine-et-Marne, Il tisse parallèlement des relations avec des résistants de la région parisienne et les milieux gaullistes en zone libre. En 1943, il fait toutefois l'objet de mesures disciplinaires par le Conseil de l'ordre du barreau de Paris.
À la Libération, les quelques gestes de René Brunet en faveur de résistants ou de Français injustement poursuivis par les Allemands ne suffisent pas à contrebalancer une appréciation largement négative du nouveau pouvoir. Brunet quitte Paris en août 1945, condamné à l'inéligibilité par le jury d'honneur en janvier 1946, il est poursuivi devant la Cour de Justice de la Seine pour dénonciation. L'instruction aboutit en décembre 1949 à un procès à l'issue duquel il est acquitté.
René Brunet décide toutefois de rester en Égypte où depuis l'automne 1948 il est professeur de droit international à l'université Farouk Ier d'Alexandrie et où il meurt dans l'oubli.

## Sources
- Archives nationales.
- Dictionnaire biographique du mouvement ouvrier français, plus communément appelé Le Maitron.
- Dictionnaire des Parlementaires français (Troisième République).
- Revue Drômoise, Société d'Archéologie, d'Histoire et de Géographie de la Drôme.
- Études drômoises, la revue du patrimoine drômois.
- Recherches effectuées par Jean Besson , Sénateur de la Drôme et Alexandre Vernin, Historien.